# Булленкулен
Булленкулен (нім. Bullenkuhlen) — громада в Німеччині, розташована в землі Шлезвіг-Гольштейн. Входить до складу району Піннеберг. Складова частина об'єднання громад Ранцау.
Площа — 3,94 км2. Населення становить 380 ос. (станом на 31 грудня 2020).